# Батан-Ґранде
Резервна зона Батан-Ґранде (ісп. Zona Reservada Batán Grande) — археологічний парк за 40 км на північ від міста Чиклайо, в окрузі Пітіпо провінції Ферреньяфе регіону Ламбаєке в Перу. Головною метою створення парку є охорона стародавнього міста Пома (яке часто також називають Батан-Ґранде) культури Сікан, заснованого близько 800 року н. е. Парк був створений 16 жовтня 1991 року на площі 134 км², до того часу тут знаходилися плантації цукрової тростини.
Культура Сікан існувала в період між 700 і 1350 роками, Ламбаєке, її центральна гілка, виникла саме в районі Ватан-Ґранде. Від цієї культури збереглося велике число металевих виробів (із золота, срібла та мідних сплавів) та кілька монументальних зрізаних пірамід, збудованих з саману.
Крім культури Сікан, в Батан-Ґранде збереглися залишки культур Моче і Чиму.